# Ottenbacher Schellerbirne

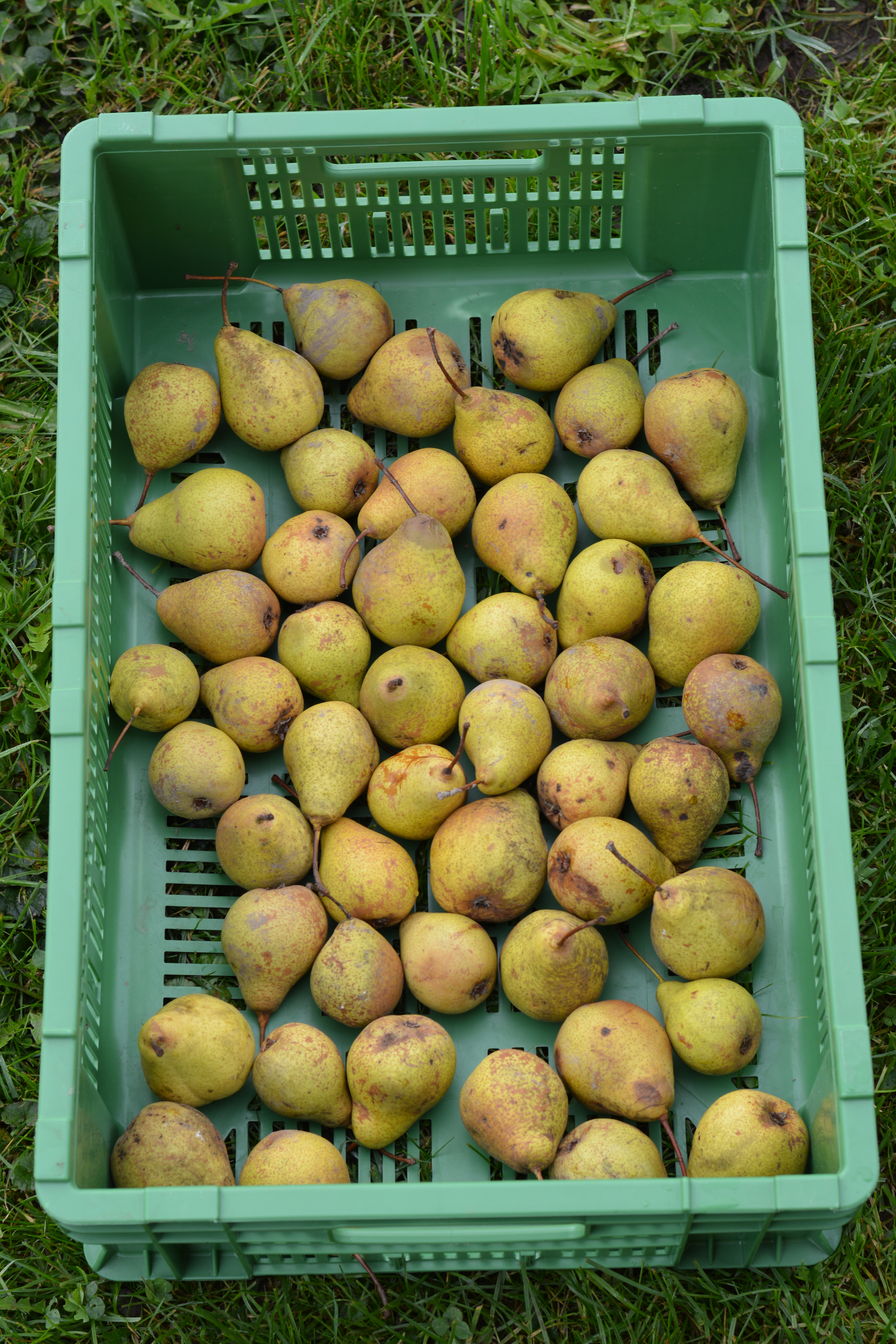
Früchte der Ottenbacher Schellerbirne

Die Ottenbacher Schellerbirne ist eine Schweizer Sorte der Birne (Pyrus communis).

## Synonyme
Ein Synonym für Ottenbacher Schellerbirne ist Schellenbirne. Vermutlich stammt der Name „Scheller“ von der Eigenschaft, dass sich die Haut der teigigen Birne ablösen (abschälen, Dialekt: abschelle) lässt.

## Herkunft und Verbreitung
Die Sorte stammt aus der Zürcher Gemeinde Ottenbach. Sie wurde durch Heinrich Hegetschweiler bekannt gemacht, in dessen Besitz der 1925 etwa 200 Jahre alte Baum war. Der Mutterbaum soll in einer Hecke aufgewachsen sein. Auch mit 200 Jahren sei dieser noch vollständig gesund und starktriebig gewesen. Die Sorte wurde offenbar schon 1820 vermehrt.

## Baum

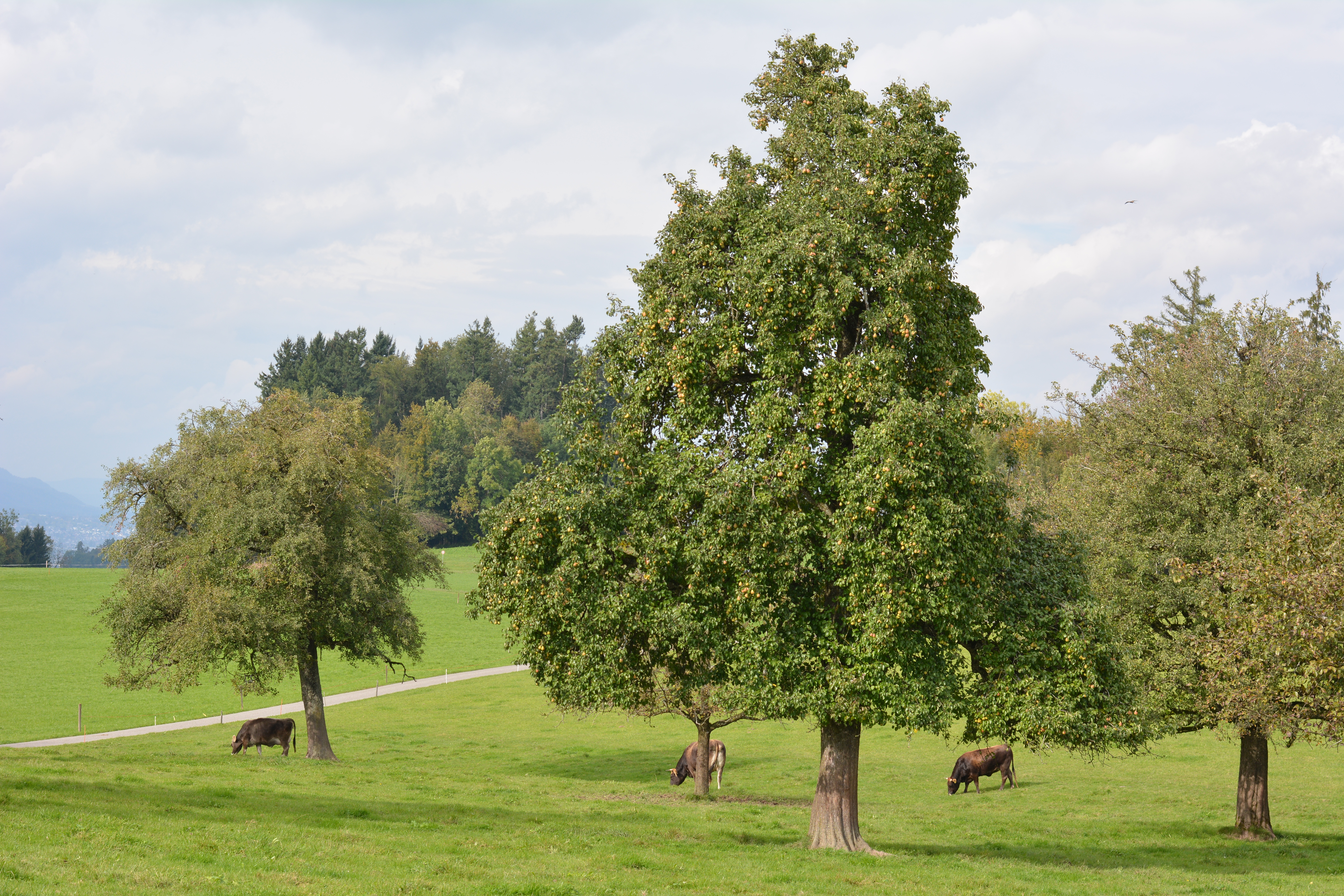
Hochstamm der Ottenbacher Schellerbirne

Die Sorte ist äusserst vital und ertragreich. Als Hochstamm bildet sie schlanke und hohe Bäume. Die Krone bildet eine hochgebaute Pyramide. Der Wuchs ist stark und aufrecht. Die Erträge setzen spät ein, sind dann aber sehr gut. Die Sorte blüht mittelspät bis spät, ist triploid und ein schlechter Pollenspender. Das Blatt ist gross, rundlich und hat eine eingebogene Spitze. Es ist dunkelgrün und stark glänzend, auf der Unterseite grau-grün.

## Frucht
Die Frucht ist mittelgross, birnenförmig, etwas kantig und hat einen Fleischwulst am Stiel. Der Stiel ist lang, dünn, aufsitzend und geht fleischig in die Frucht über. Der Kelch ist gross und offen, die Kelchgrube weit und flach. Das Fleisch ist gelblich, fest, grob, steinig, saftig, sehr süss, leicht säuerlich und herb. Bei ungünstiger Witterung reifen die Früchte kaum aus.

## Nutzung

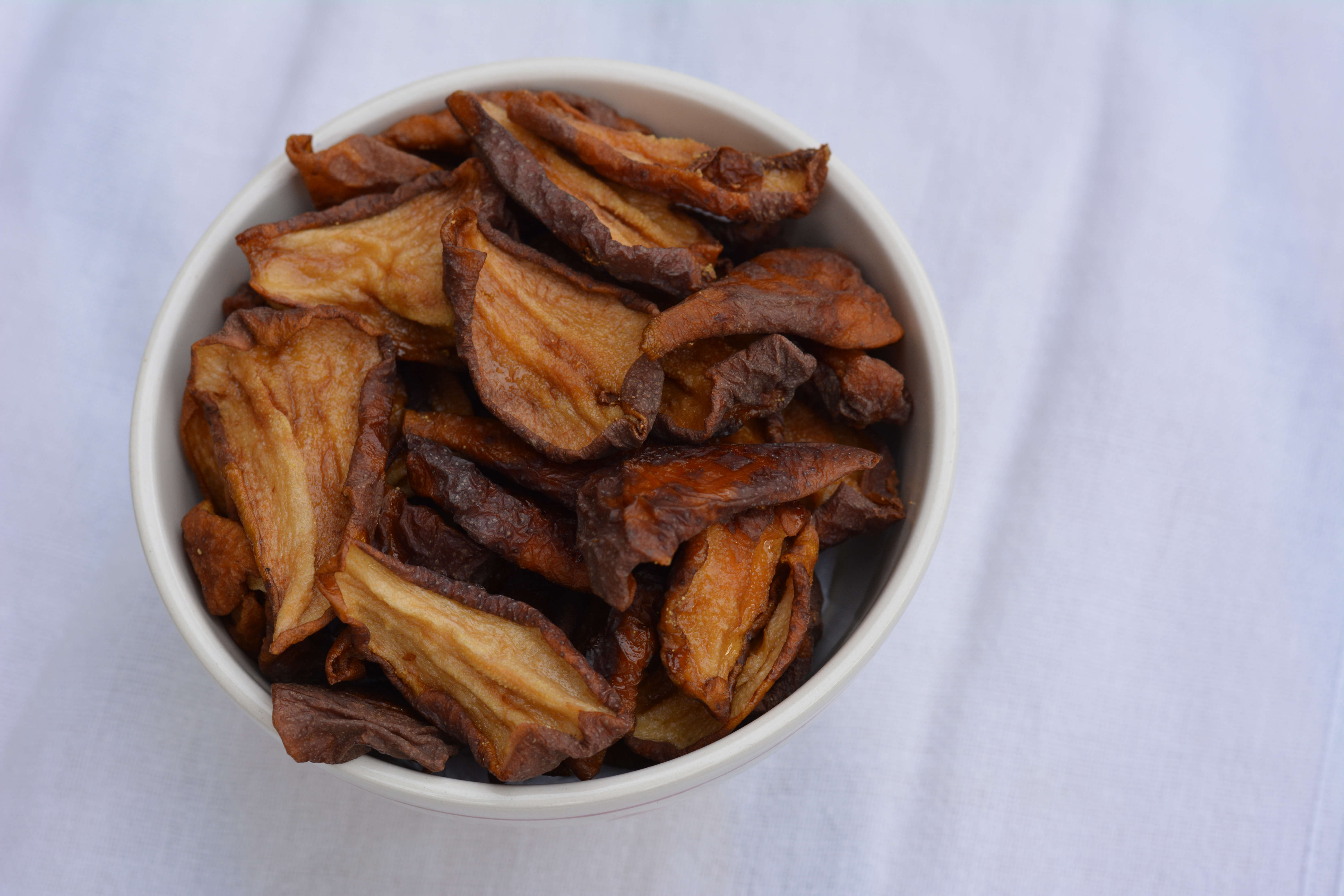
Die Ottenbacher Schellerbirne ergibt ein hervorragendes Dörrprodukt

Der Most hat ein Mostgewicht von 55 bis 60° Oechsle. Am besten wird die Birne gedörrt. Dazu muss man sie aber liegen lassen, bis sie teigig ist. Dann lässt sich die Schale einfach ablösen (siehe Name "Scheller"). Mit den Schellerbirnen werden Produkte wie Schnaps und Birnensenf hergestellt.

## Erntezeit und Lagerung
Die Früchte werden zwischen Mitte Oktober und Mitte November reif und lassen sich 4 bis 5 Wochen lagern.

## Krankheiten
Über Krankheiten ist nichts bekannt.